# 智辯學園和歌山小學校、中學校及高等學校
智辯學園和歌山小學校、中學校及高等學校是位於日本和歌山縣和歌山市的私立學校，包括小学、中學及高等學校，由學校法人智辯學園於1978年創立。
在約1972年時，位於奈良縣五條市的智辯學園中學校及高等學校約有四成的學生來自和歌山縣，智辯學園因而開始與和歌山縣政府商討也在和歌山縣設立學校一事，並在1978年在和歌山市南部與海南市交界處成立「智辯學園和歌山中學校及高等學校」；2002年成立小學後改為「智辯學園和歌山小學校、中學校及高等學校」，不過實際上仍是以小學及完全中學分別運作。
與位於奈良的智辯學園中學校及高等學校相同，棒球部至今已參加全國高等學校棒球錦標賽超過二十次，選拔高等學校棒球大會也已參加十次以上；同時在和歌山也是著名的升學學校。